# 雨月物語 (映画)
『雨月物語』（うげつものがたり）は、1953年（昭和28年）3月26日公開の日本映画である。大映製作・配給。監督は溝口健二、主演は森雅之、京マチ子。モノクロ、スタンダード、96分。
上田秋成の読本『雨月物語』の「浅茅が宿」と「蛇性の婬」の2編に、モーパッサンの『勲章』を加えて、川口松太郎と依田義賢が脚色した。戦乱と欲望に翻弄される人々を、幽玄な映像美の中に描いている。海外でも映画史上の最高傑作のひとつとして高く評価されており、第13回ヴェネツィア国際映画祭で銀獅子賞を受賞した。

## あらすじ

### 村にて
近江の国琵琶湖北岸の村に暮らす貧農の源十郎は、畑の世話をする傍らで焼物を作り町で売っていた。賤ヶ岳の戦いの前に長浜が羽柴秀吉の軍勢により占領され、賑わっていることを知った源十郎は、妻の宮木と子を残し、焼物を載せた大八車を引いて長浜へ向かった。義弟の藤兵衛は、侍になりたいと源十郎に同行する。源十郎は大銭をもって村へ帰ってきた。藤兵衛は市で見かけた侍に家来にするよう頼み込むが、具足と槍を持って来いとあしらわれる。
源十郎は戦が続くうちに、さらに焼物を作り大儲けをしようと、人が変わったように取り組むが、宮木は親子3人が幸せに暮らせればそれで充分なのに、とつぶやく。源十郎と藤兵衛は焼物を窯へ入れ、火を付けるが、折り悪く柴田勝家の軍勢が村へ近づいて来た。男は人足として徴用され、女は乱暴される、と村の人々は山へと逃げだす。窯の火は消えていたが、焼物は綺麗に焼けていた。

### 離散
皆は裏道を使い湖畔に出て、そこから捨て船で対岸の丹羽氏の城下・大溝へ向かうが、海賊（湖賊）に襲われたという瀕死の男が乗る船と出会い、宮木と子はやはり村へと返すことにする。大溝で源十郎の焼物は飛ぶように売れる。分け前を手にした藤兵衛は、今度こそ侍になるのだと、阿浜を振り切って逃げ出し、具足と槍を買って兵の列に紛れる。探し疲れた阿浜は兵の集団に捕まり、強姦された。兵から代金だと銭を投げ捨てられた阿浜は、藤兵衛を呪う。
市で焼物を届けるように頼まれた源十郎は、若狭という上臈風の女の屋敷へ向かうが、座敷へ上げられ、饗しを受けた。織田信長に滅ぼされた朽木氏の生き残りであるという若狭に惹かれ、源十郎はこの家に居つく。
そのころ、湖岸で別れた宮木と子は落武者勢に見つかり、宮木は槍で一突きされ殺されていた。いっぽう、藤兵衛は戦に敗れ切腹した敵大将の首を拾い、自らのものとすることで手柄を立てた。馬に乗り家来を連れて村へと凱旋しようとする途中で寄った宿で、遊女に成り下がった阿浜に出会い、許しを乞う。
町の着物屋で源十郎は買い物をするが、朽木屋敷へ届けるよう言うと、店の主は恐れ代金も受け取ろうとしない。帰り道では神官から死相が浮かんでいる、家族の元へと帰りなさいと諭され、死霊が触れられぬように呪文を体に書いてもらう。家族の元へと帰りたいと切り出した源十郎を若狭は引きとめようとするが、呪文のために触れることができない。源十郎は倒れ、気を失う。

### 帰還
源十郎は気が付くと野原の中で目を覚ます。ひと月前から行方の知れないご神宝の盗人だと人違いされ、朽木家の若様のところにあったものだと説明するも聞き入れられず、ここはその朽木家の邸跡だと教えられ、身体を改められかねも奪われ、入牢されるべきところを牢も柴田勢に焼かれて無いため免れる。焼け跡には女の衣装だけが残っていた。家に戻ってもだれもいないとおもわれたところで、いろりで鍋をまぜている宮木と再会し、眠れる源市を抱きしめ、自分は大変な過ちを犯していた、心がゆがんでいたと目を覚ます。酒を飲み、鍋の物を食べ、心がはればれとしたと言い、源市を寝かせ、自分も寝入ってしまう。宮木は草履のドロを落とし、針仕事にとりかかる。訪ねてきた村名主に起こされ、再会し、村名主は探していた源市が眠っているを見つけ、源十郎が帰っていたのがわかったのかという。宮木をさがす源十郎は宮木は落ち武者に殺されたと知らされる。村名主はその後この子は引き取っていたのに昨夜から居なくなったと言う。阿浜は村への帰り道、藤兵衛にお前さんは馬鹿だから不幸せな目に遭わなければ気がつかなかったと言う。宮木の墓前で手を合わせる源十郎に、宮木の声がかさなる、自分は死んでない、あなたのそばにいる、あなたの迷いは消えた、本来の場所で本来の姿に戻るのだ、さあ早く仕事を。宮木の声にかさなる、仕事に励む源十郎。阿浜から食べ物をもらった源市はそれを母の墓前に捧げる。

## スタッフ
- 監督：溝口健二
- 製作：永田雅一
- 企画：辻久一
- 原作：上田秋成
- 脚本：川口松太郎（「オール讀物」所載）、依田義賢
- 作詞：吉井勇
- 撮影：宮川一夫
- 録音：大谷巌
- 照明：岡本健一
- 美術監督：伊藤熹朔
- 音楽監督：早坂文雄
- 音楽補佐：斎藤一郎
- 風俗考証：甲斐庄楠音
- 能楽按舞：小寺金七
- 陶技指導：永楽善五郎
- 和楽：望月太明吉社中
- 琵琶：梅原旭濤
- 編集：宮田味津三
- 助監督：田中徳三

## キャスト
- 若狭：京マチ子
- 阿濱：水戸光子
- 宮木：田中絹代
- 源十郎：森雅之
- 藤兵衛：小沢栄（俳優座）
- 老僧：青山杉作（俳優座）
- 丹羽方の部将：羅門光三郎
- 村名主：香川良介
- 衣服店主人：上田吉二郎
- 右近：毛利菊枝
- 神官：南部彰三
- 自害する武将：光岡龍三郎
- 梅津の船頭：天野一郎
- 武将：尾上栄五郎
- 家臣：伊達三郎
- 目代：横山文彦
- 村の男：玉置一恵
- 源市：澤村市三郎
- 具足商人：村田宏三
- 鎧武者：堀北幸夫、清水明、玉村俊太郎、大崎史郎、千葉登四男
- 遊女屋の鎧武者：大國八郎
- 遊女屋の客：三浦志郎、越川一、三上哲
- 敗残兵：藤川準、福井隆次、石倉英治、武田徳倫、神田耕二
- 徴発の兵：菊野昌代士、由利道夫、船上爽
- 徴発される男：長谷川茂
- 遊女：大美輝子、小柳圭子、戸村昌子
- 待女：三田登喜子、上田徳子
- 余吾川の老婆：相馬幸子
- 遊女宿の老女：金剛麗子

## 原作との対応
短編集形式の『雨月物語』からの2篇、「浅茅が宿」と「蛇性の婬」が原作である。「浅茅が宿」は、行商に出た男が数年ぶりに帰ると、我が家から微かに光が漏れており、出迎えてくれた妻と一夜を共に過ごすと辺りは荒れ地になっていて、実は妻は死んでいてその幽霊に迎えられていたという話。「蛇性の婬」は、男が豪邸に住む女に見初められるが、その女は実は物怪で……（原作はまだ続く）という話である。
これらは、兄の源十郎と宮木の物語に使われている。物語の大枠は「浅茅が宿」だが、源十郎が長く家に帰らなかった理由が、「蛇性の婬」の要素に差し替えられている。
ただし、多くの固有名詞や設定は異なる。主要人物の中では、妻の名「宮木」だけが原作どおりである。地理も異なるが、映画の舞台の近江国は、「浅茅が宿」の主人公が帰路で病に倒れる地として現れている。
|                      | 浅茅が宿                           | 蛇性の婬         | 映画                           |
| -------------------- | ---------------------------------- | ---------------- | ------------------------------ |
| 男の名               | 勝四郎                             | 豊雄             | 源十郎                         |
| 職業                 | 没落した地主                       | 網元の三男       | 窯業を兼業する農民             |
| 所在                 | 下総国葛飾郡真間                   | 紀伊国三輪崎     | 近江国                         |
| 子                   | なし（描写なし）                   |                  | 1子                            |
| 戦災                 | 享徳の乱 (1455)                    |                  | 賤ヶ岳の戦い (1585)            |
| 行商先               | 京                                 |                  | 長浜                           |
| 行商の品             | 田畑を売って買い付けた絹           |                  | 源十郎が焼いた焼物             |
| 宮木のその後         | 死ぬまで留守を守り続ける           |                  | 途中まで同行するが、帰路で客死 |
| 男が帰らなかった理由 | 帰路、病に倒れ、療養中に根を下ろす |                  | 幽霊の家に住まう               |
| 女怪の名             |                                    | 真女児（まなご） | 若狭                           |
| 女怪との出会い       |                                    | 雨宿り           | 焼物の買い手                   |
| 女怪の正体           |                                    | 蛇の邪神         | 幽霊                           |

本作は『雨月物語』の他に、モーパッサンの短編小説「勲章」を元にしているとされる。明確に「勲章」を基にしたストーリーや設定はないものの、「妻の貞操と引き換えに念願の勲章を手に入れる」というモチーフが、弟の藤兵衛と阿浜の物語と共通している。

## 評価
1953年にヴェネツィア国際映画祭に出品され、銀獅子賞を受賞した（金獅子賞は該当なしだったため実質的にはこの年の最優秀作となった）のを機に、1954年にアメリカ、1959年にフランスで公開されるなど海外でも上映され、フランスの映画雑誌『カイエ・デュ・シネマ』が発表した年間トップ10では1位に選ばれるなど賞賛された。この作品もほかの溝口作品と同様に、ジャン＝リュック・ゴダールやジャック・リヴェットなどのヌーヴェルヴァーグの映画人に大きな影響を与えた。
その後も批評家や監督から高い評価を受けている。映画批評集積サイトのRotten Tomatoesには27件のレビューがあり、批評家支持率は100%、平均点は9.45/100となっている。映画批評家のロジャー・イーバートはこの作品を「すべての映画の中でもっとも偉大な作品の一つ」と評しており、最高評価の星4つを与え、自身が選ぶ最高の映画のリストに加えている。マーティン・スコセッシはお気に入りの映画の1本にこの作品を選んでいる。BFIの映画雑誌『Sight & Sound』が10年毎に発表する史上最高の映画ベストテンでは1962年と1972年の2度のランキングでベストテンに選ばれた。また2012年のランキングでも批評家投票で50位、監督投票で67位に選ばれており、監督ではスコセッシ、マノエル・ド・オリヴェイラ、ミカ・カウリスマキらが投票した。2005年に『タイム』が発表した「史上最高の映画100本」にも選出されている。

### 受賞
| 賞                           | 部門                           | 対象       | 結果       |
| ---------------------------- | ------------------------------ | ---------- | ---------- |
| 第14回ヴェネツィア国際映画祭 | 銀獅子賞                       |            | 受賞       |
| 第14回ヴェネツィア国際映画祭 | イタリア批評家賞               |            | 受賞       |
| 第28回アカデミー賞           | 衣裳デザイン賞（白黒映画部門） | 甲斐庄楠音 | ノミネート |
| 第27回キネマ旬報ベスト・テン | 日本映画ベスト・テン           |            | 3位        |
| 第8回毎日映画コンクール      | 美術賞                         | 伊藤熹朔   | 受賞       |
| 第8回毎日映画コンクール      | 録音賞                         | 大谷巌     | 受賞       |
| 第4回文部省芸能選奨          |                                | 宮川一夫   | 受賞       |

### ランキング
| 年     | 媒体・団体                    | 部門                                       | 順位 |
| ------ | ----------------------------- | ------------------------------------------ | ---- |
| 1959年 | キネマ旬報                    | 日本映画60年を代表する最高作品ベスト・テン | 15位 |
| 1979年 | キネマ旬報                    | 日本映画史上ベストテン                     | 17位 |
| 1989年 | キネマ旬報                    | 日本映画史上ベストテン                     | 8位  |
| 1995年 | キネマ旬報                    | 日本映画 オールタイム・ベストテン          | 12位 |
| 1995年 | キネマ旬報                    | 世界映画 オールタイム・ベストテン          | 38位 |
| 1999年 | キネマ旬報                    | オールタイム・ベスト100日本映画編          | 10位 |
| 2009年 | キネマ旬報                    | オールタイム・ベスト映画遺産200日本映画篇  | 23位 |
| 1962年 | 英国映画協会『Sight&Sound』誌 | 批評家が選ぶ史上最高の映画ベストテン       | 4位  |
| 1972年 | 英国映画協会『Sight&Sound』誌 | 批評家が選ぶ史上最高の映画ベストテン       | 10位 |
| 1982年 | 英国映画協会『Sight&Sound』誌 | 批評家が選ぶ史上最高の映画ベストテン       | 21位 |
| 1992年 | 英国映画協会『Sight&Sound』誌 | 批評家が選ぶ史上最高の映画ベストテン       | 17位 |
| 2002年 | 英国映画協会『Sight&Sound』誌 | 批評家が選ぶ史上最高の映画ベストテン       | 27位 |
| 2012年 | 英国映画協会『Sight&Sound』誌 | 批評家が選ぶ史上最高の映画ベストテン       | 50位 |
| 2012年 | 英国映画協会『Sight&Sound』誌 | 映画監督が選ぶ史上最高の映画ベストテン     | 67位 |
| 1989年 | 文藝春秋                      | 大アンケートによる日本映画ベスト150        | 12位 |
| 1998年 | Cinemaya                      | 批評家トップ10                             | 2位  |
| 2000年 | ヴィレッジ・ヴォイス          | 20世紀の映画リスト                         | 29位 |
| 2008年 | カイエ・デュ・シネマ          | 史上最高の映画100本                        | 16位 |
| 2010年 | トロント国際映画祭            | エッセンシャル100                          | 17位 |
| 2018年 | BBC                           | 史上最高の外国語映画ベスト100              | 68位 |

## その他
- この作品がヴェネツィア国際映画祭に出品されたのを機に溝口は1か月間滞欧した。同行した田中絹代によると、賞が取れなければ日本へ帰らずイタリアで映画の勉強をし直すと息巻くほど切望した受賞であった[18]。
- 公開後50年と監督没後38年の両方を満たす条件の著作権の保護期間が完全に終了したことから、現在激安DVDが発売されている。